# Evert Taube

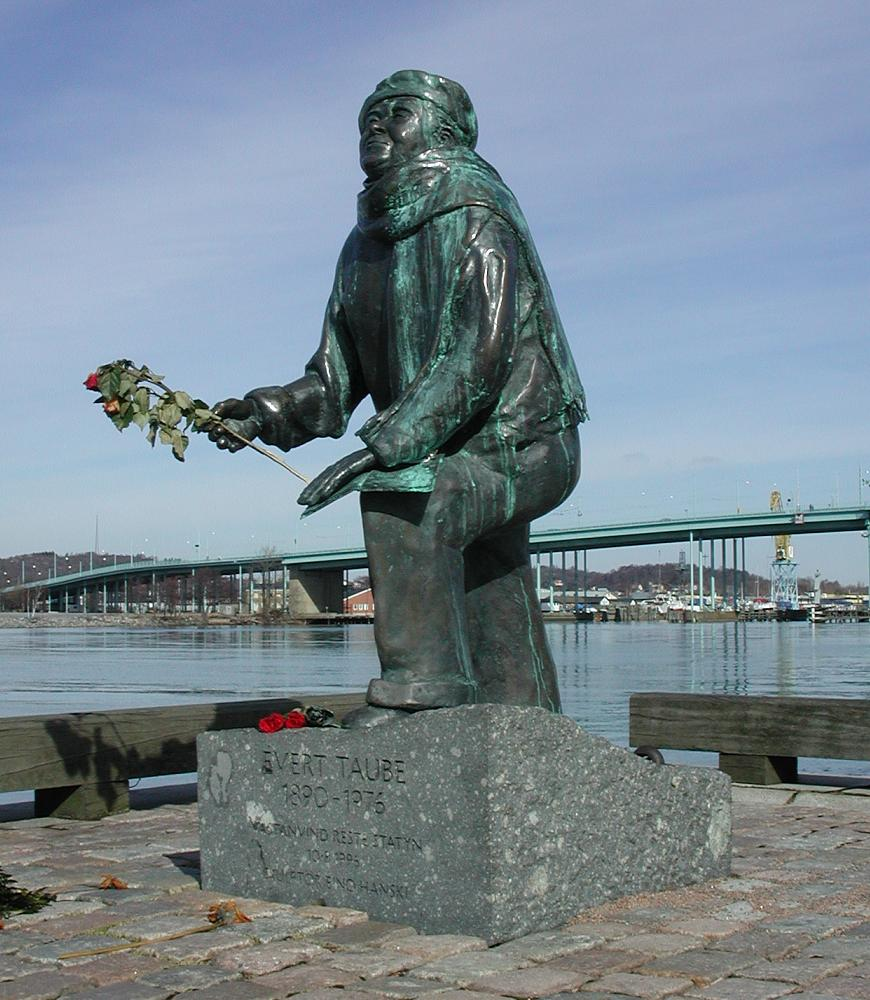
Evert-Taube-Skulptur im Hafen von Göteborg von Eino Hanski

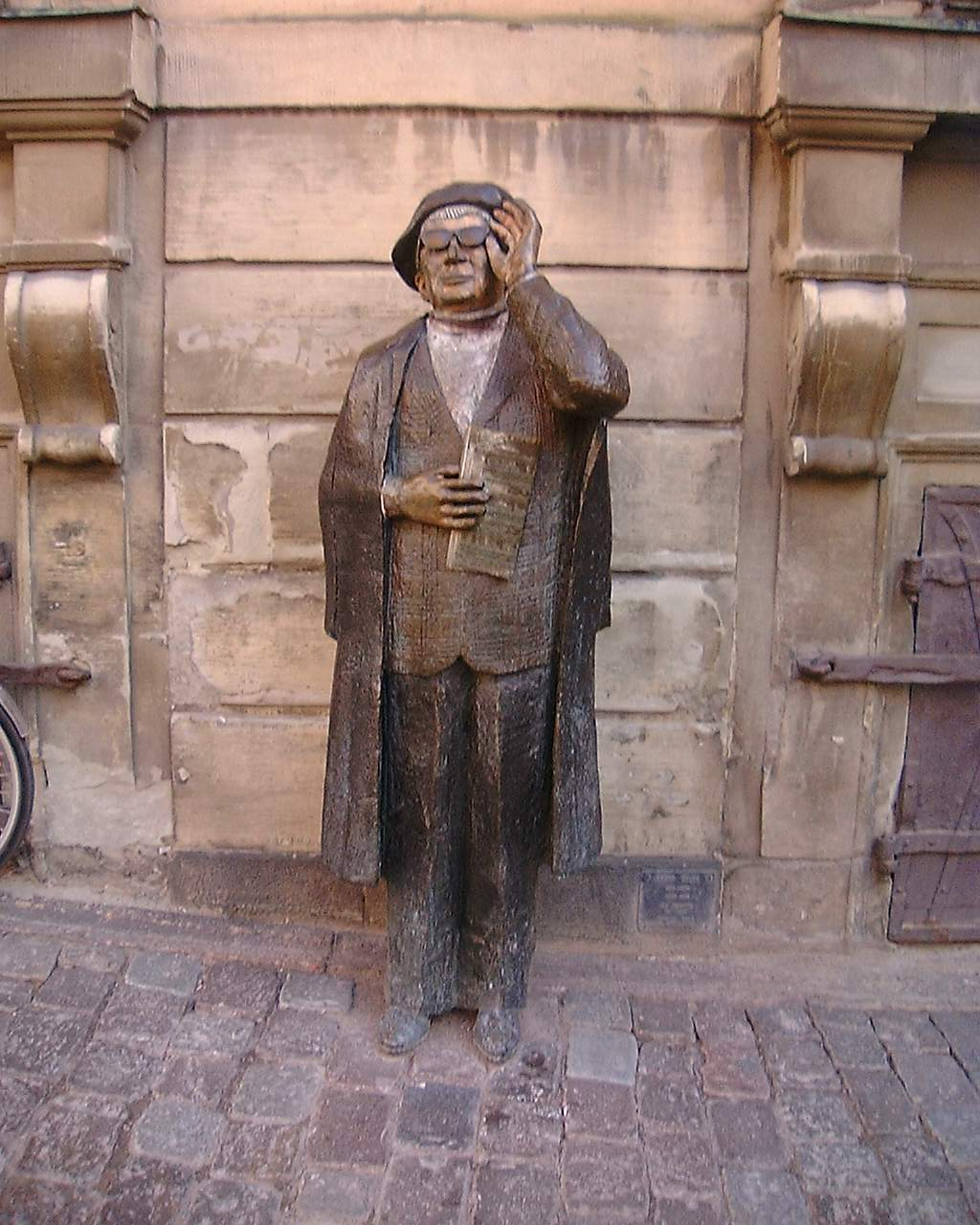
Evert-Taube-Skulptur auf dem Järntorget in Stockholm

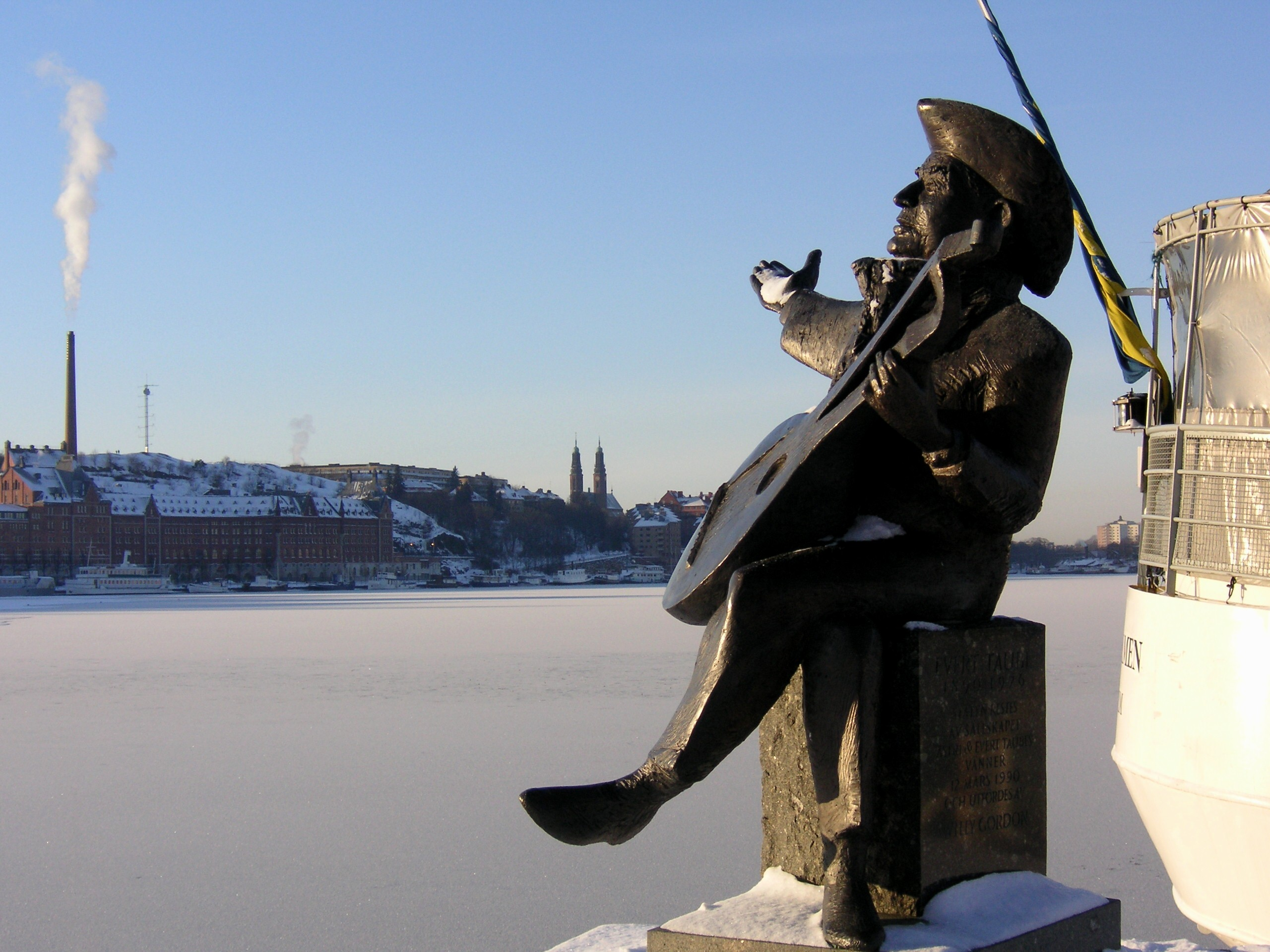
Evert Taube, Skulptur von Willy Gordon, Riddarholmen, Stockholm

Evert Axel Taube (Aussprache [ˌeːvəʈ ˈtoːb], * 12. März 1890 in Göteborg; † 31. Januar 1976 in Stockholm) war ein schwedischer Dichter, Komponist, Sänger und Maler. Er gehörte dem deutsch-baltischen Adelsgeschlecht Taube an.

## Leben
Evert Taube wurde in Göteborg geboren und verbrachte seine ersten Lebensjahre auf der Schäre Vinga im Kattegat vor Göteborg. Sein Vater war Marineoffizier. Schon in frühester Jugend kam Evert Taube ständig mit dem Meer und der Seefahrt in Berührung, was sein Werk nachhaltig prägte. Nach Misserfolgen in der Schule begann er in Göteborg eine Lehre als Theatermaler, zog dann aber nach Stockholm, wo er eine Art Bohème-Leben versuchte. 1908 bis 1910 fuhr Evert Taube als Matrose zur See. Seine Seereisen führten ihn bis Australien. Einige Jahre seines Lebens verbrachte Evert Taube in Argentinien, wo er verschiedenen Tätigkeiten nachging. Unter anderem arbeitete er bei Bauern in der Pampa und als Arbeiter bei einem Kanalbau. Im Zusammenhang mit dem Ausbruch des Ersten Weltkrieges kehrte Evert Taube nach Schweden zurück. Evert Taube führte das Leben eines freien Künstlers und steckte oft in wirtschaftlichen Schwierigkeiten. 1925 heiratete er die Künstlerin Astri Bergman, mit der er vier Kinder hatte.
Evert Taubes Lieder, die er ab Beginn der 1920er Jahre veröffentlichte, wurden in Schweden bald populär. Evert Taube sang seine eigenen Lieder virtuos und veröffentlichte zahlreiche Schallplatten. Evert Taubes Sohn Sven-Bertil Taube (1934–2022) wurde ein erfolgreicher Schauspieler und Sänger, vor allem auch als Interpret der Lieder seines Vaters.
Im Laufe seines Lebens erreichte Evert Taube – nicht zuletzt dank des Fernsehens – eine ungeheure Popularität. Seine Auftritte im Stockholmer Vergnügungspark Gröna Lund, wo er seine eigenen Lieder zur Laute sang oder rezitierte, waren legendär. Gegen Ende seines Lebens kämpfte Evert Taube gegen Umweltverschmutzung und gegen die Zerstörung historischer Bausubstanz in den Städten.
Evert Taube erhielt zahlreiche Ehrungen: 1950 bekam er den Bellman-Preis der Schwedischen Akademie, 1966 wurde er Ehrendoktor der Philosophie der Universität Göteborg, 1970 wählte man ihn in die Königlich Schwedische Musikakademie. Ab Oktober 2015 wird ein Porträt Taubes auf der Vorderseite der 50 Kronen-Banknote der Schwedischen Reichsbank abgebildet.
Er wurde auf dem Friedhof der St.-Maria-Magdalena-Kirche in Stockholm beigesetzt.

## Werk
Evert Taube gilt neben Carl Michael Bellman, an den er bewusst anknüpfte, als schwedischer Nationaldichter schlechthin. Er schrieb eine große Zahl von selbstvertonten Liedern. Immer wiederkehrende Motive sind das Seefahrerleben, die schwedische Natur und Abenteuer in fernen Ländern. Seine eingängigen Lieder sind in Schweden außerordentlich beliebt und werden oft und gerne gesungen. Evert Taube verstand es in einzigartiger Weise, typisch schwedische Landschaften wie die Stockholmer Schären und die schwedische Westküste in Bohuslän zu schildern.
Wie sein großes Vorbild Carl Michael Bellman schuf Evert Taube eine Reihe von Figuren, die in seinen Liedern immer wiederkehren: Vor allem sind die abenteuerlustigen und draufgängerischen Seeleute Fritiof Andersson und Karl-Alfred und der kunstliebende Landjunker Rönnerdahl zu nennen. Gleich Erik Axel Karlfeldt und Dan Andersson beherrscht Evert Taube virtuos die Kunst, mit klangvollen Ortsnamen (Sjösala, San Remo, Rio de la Plata usw.) eine suggestive Namensmagie zu schaffen.
Evert Taube schrieb auch Prosa (Romane, Autobiographien, Reiseschilderungen) und Theaterstücke und betätigte sich als Maler und Zeichner. Zudem beschäftigte er sich mit den mittelalterlichen provenzalischen Troubadouren, als deren Erbe er sich sah. Er selber wollte als anspruchsvoller Künstler wahrgenommen werden und war immer etwas enttäuscht, dass er in der öffentlichen Wahrnehmung auf die Rolle des populären Liederdichters reduziert wurde. Ich stehe lieber auf der großen Bühne in Gröna Lund, als in der Schwedischen Akademie zu sitzen – mit dieser trotzigen Äußerung überspielte Evert Taube seine Enttäuschung darüber, dass sein Lebenstraum, die Wahl in die Schwedische Akademie, nicht in Erfüllung ging.

## Liedersammlungen
Evert Taube veröffentlichte seine Lieder in zahlreichen Liedersammlungen:
- Sju sjömansvisor och Byssan Lull („Sieben Seemannslieder und Byssan Lull“, 1919)
- Flickan i Havanna och ett par visor till („Das Mädchen in Havanna und noch ein paar Lieder“, 1922)
- Den Gyldene Freden („Der Goldene Frieden“, 1924)
- Bröllopsballader och rosenrim („Hochzeitsballaden und Rosenreime“, 1925)
- Kärleksvisor och sjöballader („Liebeslieder und Seeballaden“, 1927)
- Fritiof Anderssons visbok („Fritiof Anderssons Liederbuch“, 1929)
- Den Gyldene Fredens folianter („Die Folianten des Goldenen Frieden“, 1934)
- Ultra Marin („Ultra Marin“, 1936)
- Himlajord („Himmelserde“, 1938)
- Fiorella från Caramella („Fiorella aus Caramella“, 1941)
- Sjösalaboken („Das Sjösalabuch“, 1942)
- Ballader i Bohuslän („Balladen in Bohuslän“, 1943)
- Svärmerier („Schwärmereien“, 1946)
- Ballader i det blå („Balladen im Blauen“, 1948)
- Pepita dansar („Pepita tanzt“, 1950)
- I dina drömmar („In deinen Träumen“, 1953)
- Förlustelse och frid („Vergnügungen und Frieden“, 1957)
- Septentrion („Septentrion“, 1958)
- Och skulle det så vara („Und sollte es so sein“, 1959)